# К-9: Частен детектив
К-9: Частен детектив е екшън – комедия, пусната по екраните на 30 юли 2002. Второто продължение на филма от 1989 К-9.

## Сюжет
Внимание:  Текстът по-долу разкрива сюжета на произведението (или части от него)!
Дули и Джери Лий са отново заедно. В деня, след като Дули (Джеймс Белуши) се пенсионира като инспектор от полицията, той тутакси е въвлечен в акция. Налага му се да преследва, заедно с вярното си куче, крадци, отмъкнали безценен прототип на компютърен чип.
Проблемът е, че Джери Лий е откраднал един от чиповете, а другите три не работят точно без този. Преди суматохата да настъпи Дули е взел решение най-после да намери партньорка за Джери Лий и за целта е започнал да ухажва Катрин (Барбара Тайсън), която притежава красиво женско куче.

## Участват
- Джеймс Белуши – Майкъл Дули
- Гари Басараба – Пит Тимънс
- Ким Хъфман – Лора Фийлдс
- Джоди Расикот – Морис
- Кристофър Шайър – Чарлс Тайър
- Барбара Тайсън – Катрин
- Блю Манкума – Капитан Томас
- Дънкан Фрейзър – Франки
- Джейсън Скъмбинг – Карлос Куеста
- Кевин Дюранд – Агент Върнър
- Матю Бенет – Агент Хенри
- Джей Бразо̀ – Доктор Тили
- Сара Картър – Бейб
- Тери Чен – Сато
- Дийн Чо – Крадец
- Майкъл Еклън – Били Кохрън
- Г. Майкъл Грей – Джънки
- Ели Харви – Джак фон Джарвис
- Дий Джей Джасън – Момчето от автомивката
- Дейвид Люис – Джак фон Джарвис
- Анджела Мур – Анджи
- Натася Малте – Танцьорка (играеща Лина Тийл)
- Кинг – Джери Лий